# Vasyl Rats
Vasyl Karlovitsj Rats (Oekraïens: Василь Карлович Рац, Russisch: Василий Карлович Рац Vasili Rats) (Fanczykowo, 25 maart 1961) is een voormalig Sovjets Oekraïens profvoetballer. Na zijn actieve carrière werd hij voetbaltrainer. Als speler was hij bekend onder zijn Russische naam Vasili Rats.

## Clubcarrière
Rats begon zijn voetbalcarrière in 1979 bij Karpaty Lov en vertrok later naar Nyva Vinnytsja. In 1981 maakte hij de overstap naar Dynamo Kiev. Bij deze club won de defensieve middenvelder in 1985 en 1986 het landskampioenschap en in 1982 en 1987 de nationale beker van de Sovjet-Unie. In het seizoen 1985/86 veroverde Rats met Dynamo Kiev de Europacup II door Atlético Madrid in de finale met 3-0 te verslaan.
In het voorjaar van 1989 openden de grenzen van de Sovjet-Unie zich en mochten voetballers de overstap maken naar Europese clubs. Rats vertrok naar het Spaanse RCD Espanyol, waar hij tien competitiewedstrijden zou spelen. Nadat de club degradeerde, besloot Rats in hetzelfde jaar nog terug te keren naar Dynamo Kiev. In 1990 won hij met zijn oude club nogmaals het landskampioenschap en de nationale beker. Begin 1991 vertrok Rats naar het Hongaarse Ferencvárosi. In deze periode kreeg hij een hartaanval, waardoor hij pas gedurende het daaropvolgende seizoen voor het eerst in actie kwam. Uiteindelijk zou Rats maar zeven competitiewedstrijden voor de club spelen.

## Interlandcarrière
Rats speelde in totaal 47 interlands voor het voetbalelftal van de Sovjet-Unie en was actief op twee wereldkampioenschappen (1986 en 1990). Op het WK 1986 scoorde Rats in de eerste ronde tegen Frankrijk een doelpunt vanaf circa veertig meter afstand. Op het EK 1988 scoorde hij wederom een doelpunt in de eerste ronde, ditmaal tegen Nederland, waardoor de Sovjet-Unie het duel met 1-0 won. Uiteindelijk zouden beide teams de finale van het toernooi bereiken. In tegenstelling tot het eerste onderlinge treffen won Oranje ditmaal, door doelpunten van Ruud Gullit en Marco van Basten. Rats was in deze wedstrijd als linksback de directe tegenstander van Van Basten. Over de volley die de Nederlandse spits scoorde zei Rats terugblikkend: "Wat Van Basten deed, was toveren. Anders kan ik het niet beschrijven".

## Erelijst
Met Dynamo Kiev:
- Voetbalkampioenschap van de Sovjet-Unie: 1985, 1986, 1990
- Beker van de Sovjet-Unie: 1982, 1987, 1990
- Europacup II: 1985/86